# Richtlinie 2001/81/EG über nationale Emissionshöchstmengen für bestimmte Luftschadstoffe
Die Richtlinie 2001/81/EG über nationale Emissionshöchstmengen für bestimmte Luftschadstoffe (englisch National Emission Ceilings Directive), kurz NEC-Richtlinie genannt, war eine EU-Richtlinie, die erstmals in der Europäischen Union jeden Mitgliedstaat zur Begrenzung seiner Emission bestimmter Luftschadstoffe verpflichtete. Sie regelte die als versauernd, eutrophierend und Ozonvorläufer erkannten Stoffe Schwefeldioxid, Stickstoffoxide, Ammoniak und flüchtige organische Verbindungen (VOC) über eine jeweils festgesetzte nationale Emissionshöchstmenge. Diese  beziffert die Masse des Stoffes, die in einem Mitgliedstaat während eines Kalenderjahres höchstens in die Atmosphäre freigesetzt werden darf. Nicht erfasst sind jedoch Emissionen des internationalen Seeverkehrs und von Flugzeugen (außer beim Landen oder Starten) sowie von Methan (also NMVOC). Die Grenzwerte mussten spätestens im Jahr 2010 eingehalten und ihre Unterschreitung muss für die folgenden Jahre gewährleistet sein. Die Festlegung der Emissionshöchstmengen basierte auf dem Göteborg-Protokoll von 1999, das zu diesen vier Luftschadstoffen nationale Minderungsraten und Emissionshöchstmengen festlegte und im Rahmen des Genfer Luftreinhalteabkommens beschlossen wurde. Die Zielvorgaben der sogenannten NEC-Richtlinie wurden zum 31. Dezember 2016 durch die Richtlinie (EU) 2016/2284 des Europäischen Parlaments und des Rates fortgeschrieben, indem für die vier bisher geregelten Stoffe und den nun auch erfassten Feinstaub insbesondere bis spätestens 2020 und 2030 weitere Minderungsverpflichtungen gegenüber den Massen von 2005 verlangt werden; diese Richtlinie hat die Richtlinie 2001/81/EG zum 1. Juli 2018 unter Ausnahme der Verpflichtung zu den nationalen Emissionshöchstmengen aufgehoben, welche noch bis 31. Dezember 2019 fortgalten.

## Anlass
Die Luftschadstoffe Schwefeldioxid, Stickstoffoxide, Ammoniak und VOC führen zu Gesundheitsbelastungen, Erkrankungen und vorzeitigen Todesfällen sowie zu Umweltschäden in der Europäischen Union. Die Leitwerte der Weltgesundheitsorganisation für Stickstoffdioxid und Schwefeldioxid werden nicht in allen Regionen Europas eingehalten. Schwefeldioxid und Stickstoffoxide bewirken Umweltschäden durch Versauerung; Stickstoffoxide und Ammoniak tragen zur Überdüngung und daraus resultierenden Umweltschäden bei. Stickstoffoxide und VOC sind Vorläufersubstanzen von Ozon (Sommersmog).

## Zielsetzung
Die Richtlinie verfolgt das Ziel, Umweltverschmutzung durch ausgewählte Luftschadstoffe zu vermindern. Zu ausdrücklichen Umweltzwischenzielen erklärt sie die Halbierung der Bodenfläche, auf der 1990 die kritische Eintragsrate überschritten wurde, und beim bodennahen Ozon im Vergleich zur Situation 1990 die Reduzierung der Bereiche, in der die gesundheitskritischen Werte überschritten werden, um zwei Drittel und der Bereiche, in der die für die Pflanzen kritischen Werte überschritten werden, um ein Drittel.

## Inkrafttreten und Umsetzung in nationales Recht
Die Richtlinie trat am 27. November 2001 in Kraft und verpflichtete jeden Mitgliedstaat unter anderem,
- bis spätestens 1. Oktober 2002 Programme zur fortschreitenden Minderung seiner Emissionen zu entwickeln,
- sie und die bis 2006 weiter zu aktualisierenden Pläne der Öffentlichkeit und insbesondere den Umweltorganisationen je zur Diskussion zu stellen,
- jährlich aktualisierte Emissionsinventare und -prognosen zu erstellen,
- die erforderlichen Verwaltungs- und sonstigen Rechtsvorschriften vor dem 27. November 2002 zu erlassen und
- nationale Sanktionssysteme zu schaffen, die wirksam vor Verstößen gegen nationale Vorschriften zur Emissionsreduktion abschrecken.

Da die Richtlinie für die Summe aller Emissionsquellen eines Landes Höchstmengen vorschreibe, wurde die Meinung vertreten, eine klassische „Umsetzung“ in nationales Recht sei nicht möglich; vielmehr müsse jeder Mitgliedstaat Maßnahmen bei seinen Emissionsquellen treffen, damit die Gesamtemissionen ab Jahr 2010 die festgelegten Höchstmengen nicht überschreiten.

### Deutschland
Die Bundesregierung hat in den Jahren 2002 und 2006 Programme zur Einhaltung der Emissionshöchstmengen erstellt. Im Jahr 2007 hat das Umweltbundesamt einen Plan mit weiteren Maßnahmen erstellt, um die Zielwerte zu erreichen.  Im August 2010 hat die Bundesregierung in der „Verordnung über Luftqualitätsstandards und Emissionshöchstmengen“ (39. Verordnung zur Durchführung des Bundes-Immissionsschutzgesetzes, 39. BImSchV) erklärt, die nationalen Emissionshöchstmengen seien für die Zeit erst ab 2011 und bis 2019 durch ein noch zu erstellendes, jährlich zu aktualisierendes Programm unter der Bedingung zu erreichen, dass die Maßnahmen in einem nicht näher dargelegten Sinne verhältnismäßig seien; außerdem verpflichtete die Verordnung das Umweltbundesamt zur jährlichen Emissionsinventur und zu Emissionsprognosen für 2015 und 2020.
Anhang 1 der Richtlinie verlangte, ab spätestens 2010 jährlich höchstens freizusetzen an
1. Schwefeldioxid (SO2):    520 Kilotonnen,
2. Stickstoffoxiden (NOx): 1.051 Kilotonnen,
3. Ammoniak (NH3):          550 Kilotonnen und
4. Flüchtigen organischen Verbindungen außer Methan (NMVOC): 995 Kilotonnen.

Laut Umweltbundesamt wurden diese Vorgaben tatsächlich nur bei Schwefeldioxid und Ammoniak erreicht:
1. Schwefeldioxid (SO2): 449 Kilotonnen → 14 % unter Emissionshöchstmenge.
2. Stickstoffoxide (NOx): 1.319 Kilotonnen → 26 % über Emissionshöchstmenge. Bis mindestens 2018 überschritt Deutschland den Grenzwert trotz Maßnahmen wie von Umweltschutzorganisationen erstrittenen sogenannten Dieselfahrverboten stets (2018 mit 1.198 Kilotonnen[8] um 14 %); nach der insoweit aktuellen Richtlinie (EU) 2016/2284 ist Deutschland ausgehend vom Wert 2005 (1.641 Kilotonnen) bis 2020 zur Reduktion um 39 % und bis 2030 um 65 % verpflichtet[9].
3. Ammoniak (NH3): 548 Kilotonnen → 0,4 % unter Emissionshöchstmenge,
4. Flüchtige organische Verbindungen außer Methan (NMVOC): 1.051 Kilotonnen → 6 % über Emissionshöchstmenge.

### Österreich
Anhang 1 der Richtlinie verlangte, ab spätestens 2010 jährlich höchstens freizusetzen an
1. Schwefeldioxid (SO2):    39 Kilotonnen,
2. Stickstoffoxiden (NOx): 103 Kilotonnen,
3. Ammoniak (NH3):          66 Kilotonnen und
4. Flüchtigen organischen Verbindungen außer Methan (NMVOC): 159 Kilotonnen.

## Text der Richtlinie
- Richtlinie 2001/81/EG
- Richtlinie (EU) 2016/2284 vom 14. Dezember 2016